# ارکوله کارزینو
ارکوله کارزینو (به ایتالیایی: Ercole Carzino) بازیکن فوتبال و اهل ایتالیا است که از سال ۱۹۲۱ میلادی عضو تیم ملی فوتبال ایتالیا بوده و در ۱ بازی ملی حضور داشته‌است. او در بازی‌های ملی‌اش گلی به ثمر نرساند.
ارکوله کارزینو آخرین بازی ملی خود را در سال ۱۹۲۱ میلادی انجام داد.